# Ensemble Gemma
Ensemble Gemma är en svensk vokalensemble som grundades 2006.

## Historik
Ensemble Gemma grundades 2006 av musikvetaren och sångaren Karin Lagergren som även är gruppens konstnärliga ledare. Gruppen arbetar i olika konstellationer beroende på projekt och samarbetar även med andra musiker och ensembler som exempelvis vevlirespelaren Johannes Geworkian Hellman och schweiziska ensemblen Peregrina. De gav ut sin första skriva The Torstuna Missal, Dominican Chan from the 14th Century 2015 tillsammans med ensemblen Psallentes från Belgien.  Ensemblen framför främst kyrkomusik (i huvudsak gregoriansk sång) från skandinavisk medeltid och projekten är oftast baserade på Lagergrens egen forskning. 

## Diskografi
- 2015 – The Torstuna Missal – Dominican Chant from the 14th Century (Runica et Medievalia). Tillsammans med Psallentes.[2]

- 2018 – Maria! Maria! (Sterling).[1]

- 2020 – S:t Sigfrids officium (Sterling). Tillsammans med Johannes Geworkian Hellman på vevlira.[3]